# María Carmen Más Rubio
María Carmen Mas Rubio (València, 30 de maig de 1954 - 15 de febrer de 2024) fou una advocada i política valenciana, diputada a les Corts Valencianes en la IV i V legislatura i consellera de Benestar Social de la Generalitat Valenciana en la V legislatura.

## Biografia
Llicenciada en dret. Fou consellera de Benestar Social de la Generalitat Valenciana presidida per Eduardo Zaplana, entre juliol de 1999 i maig de 2000. A continuació fou Delegada del Govern al País Valencià, càrrec que ocupà fins a l'abril de 2002, sent substituïda per Francesc Camps. María Carmen Mas va ser diputada a les Corts Valencianes pel Partit Popular a les eleccions de 1995 i 1999.
Posteriorment s'incorporà als negocis immobiliaris com a consellera delegada de l'empresa alacantina d'Enrique Ortiz.